# دنیس ازوالد (ورزشکار)
دنیس ازوالد (انگلیسی: Denis Oswald; ۹ مهٔ ۱۹۴۷ – ) قایقران روئینگ، و وکیل اهل سوئیس بود.
وی در مسابقات کشوری و بین‌المللی در مجموع برندهٔ ۱ مدال برنز شده‌است.